# Ставно (Каменський повіт)
Ставно (пол. Stawno, нім. Stäwen) — село в Польщі, у гміні Камень-Поморський Каменського повіту Західнопоморського воєводства.
Населення — 158 осіб (2011).
У 1975-1998 роках село належало до Щецинського воєводства.

## Демографія
Демографічна структура станом на 31 березня 2011 року:
|          | Загалом | Допрацездатний вік | Працездатний вік | Постпрацездатний вік |
| -------- | ------- | ------------------ | ---------------- | -------------------- |
| Чоловіки | 83      | 17                 | 59               | 7                    |
| Жінки    | 75      | 14                 | 47               | 14                   |
| Разом    | 158     | 31                 | 106              | 21                   |